# 興勢の役
興勢の役（こうせいのえき）は、中国三国時代の244年に、蜀と魏の間で起きた戦い。魏の曹爽は10万の大軍の指揮を執って蜀に侵攻したが、蜀の王平は駱谷道の興勢山（現在の陝西省漢中市洋県北）に出撃してこれを迎え撃ち、曹爽は撤退した。駱谷の戦い、興勢山の戦いとも呼ばれる。

## 事前の経緯
239年1月、魏の明帝曹叡が崩御すると、大将軍曹爽は司馬懿と共に後継者の曹芳の補佐役となった。曹爽は何晏ら臣下の提言で権力を独占しようと画策するが、司馬懿のこれまでの功績は重く依然として対蜀漢の最前線を任されていたため、軍権を奪うことまではできなかった。241年には樊城の救援に向かい、呉軍を撤退させるなど実績を上げた（芍陂の役）。
243年10月、蜀の司令官であった蔣琬は、北伐計画の為に駐屯していた漢中から主力軍を撤退させ、涪県に駐留した。魏の曹爽は蜀漢を征伐する絶好の機会と捉え、丁謐・鄧颺・李勝らの進言もあり蜀討伐を決意し、李勝と征西将軍・夏侯玄を西方に派遣し遠征の準備をさせた。だが、司馬懿は失敗を予期して強くこれを諌めた。曹爽と彼の臣下は、蜀からの増援到着前に兵の数で圧倒すれば漢中征服は容易であり、たとえ蜀を完全に征伐できずとも、漢中攻略だけで曹爽の名声と朝廷への影響力を増大させるには十分であると考え、蜀漢征伐に繰り出した。

## 戦いの経緯
244年3月、曹爽は都督雍涼二州諸軍事の夏侯玄・雍州刺史の郭淮らを伴い、歩兵・騎兵あわせて十万余りの軍の指揮を執って漢中に侵攻を開始した。また、司馬昭も夏侯玄の副将として参軍した。
このとき、漢中の守備兵は三万に満たず、主力は後方の涪にあったため、諸将は大いに慌てた。ある者が、関城（漢中城）を棄てて後退し、漢城・楽城を固守して援軍を待つべきだと主張した。漢中防衛の指揮を執っていた鎮北大将軍の王平は、一時的といえども関城が奪われてしまうのは非常に危険であること、涪城からの援軍が間に合わずに漢城・楽城が落ちてしまうともう後がない事などを憂慮してこれを退けた。左護軍の劉敏も、漢中では未だ人民が野におり穀物も放置されたままであるから、平地に敵を引き入れる事はこれらを彼らのほしいままにさせる事になると考え、王平の意見に同調した。王平はあえて軍を前進させ、魏軍の進軍経路である駱谷道の麓の興勢山へ劉敏と杜祺を派遣して、陣地を固守して援軍を待つ作戦を取った。王平は劉敏に命じ、軍勢の数を魏軍に錯覚させるために百里余りにわたって多数の旗幟を盛んに立てさせた。王平自身は後方で支援に当たり、もし魏の別動隊が黄金谷を通ってきた場合、王平自身が兵を分けて迎撃できるように備えた。
244年4月、王平の予想通り駱谷道を通ってきた魏軍は、隘路に立てこもった蜀軍により進軍を阻まれ、一切先に進めなくなった。また、魏軍は物資補給のため氐・羌族を動員したが、険しい地形に阻まれて少なからず犠牲者が出てしまい、大軍を維持するための補給が滞ってしまった。魏軍が足止めを食らっているうちに涪城から蜀軍、成都から大将軍費禕の軍が到着したため、蜀の陣はより強固なものとなり、長期戦になった。この時、蜀将王林は司馬昭の陣地に夜襲を掛けたが失敗に終わっている。
攻勢が長期に渡り、これ以上は無益であると判断した楊偉は曹爽に撤退を進言し、主戦派である鄧颺・李勝等と対立した。楊偉は「鄧颺と李勝はいずれ国を滅ぼします。今のうちに処刑するべきです」と言ったため、曹爽は不快になった。また、司馬昭も状況の危険性を指摘して夏侯玄に撤退を進言した。
244年5月、曹爽はついに侵攻を諦め、軍を纏めて撤退を始めた。費禕は魏軍が撤退するのを確認すると魏軍を攻撃し、退路を遮断しようとした。曹爽はこの攻撃に苦しみ被害を出し、輸送用の牛馬もほとんどを失うほどだったが、いち早く味方の軍を脱出させた郭淮の奮戦もあり苦戦の末に撤退を完了した。

## 戦後
この勝利の功績により、費禕は成郷侯に封じられ、244年7月まで漢中に滞在した後に成都に帰還した。この戦いの活躍の後に王平の名声は大いに高まり、鄧芝・馬忠と共に「北の王平」、「東の鄧芝」、「南の馬忠」と並び称されるほどになった。
対照的に、曹爽の威信と名声は大きく下がり、司馬懿との権力闘争の大打撃となる。結果的に司馬懿による権力掌握の遠因にもなった。
また羌族から物資や牛馬を供出させ、それらのほとんどを失った事から、羌族の恨みを買い（曹真伝・付　曹爽伝より）、247年には涼州四郡に渡る大規模な反乱が起きている。